# Psi (literă)

Litera grecească Psi, majusculă și minusculă

Psi (majusculă Ψ, literă mică ψ, în greacă Ψι, „psi”) este a douăzeci și treia literă a alfabetului grec.
În sistemul de numerație alfabetică greacă avea valoarea 700. Originea sa este incertă, dar există ipoteza că ar proveni alfabetul fenician.
În scrierea greacă timpurie, această literă avea o formă „ascuțită”: . Au existat și variante care omiteau tija inferioară, așa-numitele „psi în formă de picior de pui”:  sau .
Din litera Psi a derivat ulterior litera Ѱ a alfabetului chirilic timpuriu.